# 牛角棋
牛角棋，佤族稱為追趕棋，是流傳於中國的兩人傳統棋類。

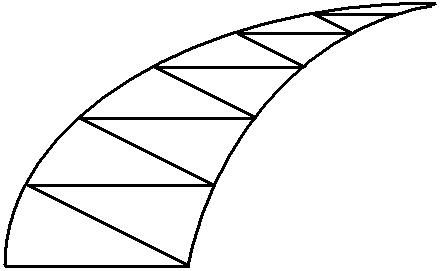
牛角棋棋盤

## 棋具
- 棋盤為曲線三角型，在內部畫有數條平行底邊的直線，然後各線間再連一條對角線連結。

- 甲方一子；乙方兩子。

## 規則
- 初始布置時，甲方一枚放於頂角，乙方放兩枚於底線。

- 每人輪流移動一枚己棋，甲方先行。

- 棋子皆須需沿線移至鄰近的空棋點。乙方棋子不能後退。

- 甲方以到達底邊為勝；乙方為使甲方在頂點不能移動為勝。[2]

## 變體
雷州地區規則是初始時甲方放於底線的鄰點，若甲方移到乙方走過的空點就獲勝。